# Ichinohe Hyōe

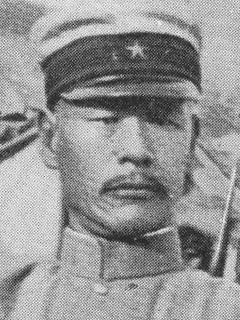
Ichinohe Hyoe

Ichinohe Hyōe (jap. 一戸 兵衛; * 2. August 1855 in der Präfektur Iwate, Japan; † 2. September 1931 in Tokio) war ein General der Kaiserlich Japanischen Armee. Er war bekannt dafür, dass Truppen unter seinem Kommando durch ausgeklügelte Planung im Vergleich nur sehr geringe Verluste erlitten.

## Leben
Ichinohe wurde als ältester Sohn einer Samurai-Familie in Tsugaru geboren. Er schrieb sich 1876 in die im Entstehen begriffene Kaiserlich Japanische Armee ein und wurde als Unterleutnant dem 2. Infanterieregiment zugeteilt. Er kämpfte mit Auszeichnung auf der Seite der Kaisertreuen während der Satsuma-Rebellion und wurde im Mai 1877 nach einer Verwundung zum Leutnant befördert. Im Februar 1878 wechselte er zum 1. Infanterieregiment.
Während des Ersten Japanisch-Chinesischen Krieges erhielt Ichinohe sein erstes Kommando, als er die Gemischte Brigade Oshima in der Schlacht von Seonghwan am 29. Juli 1894 führte. Später hatte er im Range eines Oberstleutnants den Befehl über die 5. Division in der Schlacht von Pjöngjang am 15. September 1894.
1897 erhielt er nach der Beförderung zum Oberst den Befehl über das 4. Regiment der Kaiserlich Japanischen Garde. Im folgenden Jahr wurde er zum Stabschef der 6. Division.
Nach der Beförderung zum Generalmajor im Mai 1901 wurde Ichinohe zum Befehlshaber der Division. Im Russisch-Japanischen Krieg diente er im Stab der 3. Armee und nahm mit dieser an der Schlacht von Mukden teil. Nach dem Krieg erhielt er den prestigeträchtigen Befehl über die 1. Division und wurde im November 1907 zum Generalleutnant befördert. Hiernach wurde er zunächst zum Befehlshaber der 17. Division. Im September 1911 wechselte er zur 4. Division, bevor er im Januar 1912 zur 1. Division zurückkehrte.
Im Februar 1915 wurde Ichinohe in den Obersten Kriegsrat berufen und im August desselben Jahres folgte seine Beförderung zum vollwertigen General. Vom Dezember 1915 an war er einer von drei Generalinspekteuren der Militärausbildung und behielt diesen Posten, bis er sich im Juni 1920 in den Ruhestand verabschiedete.
Bereits einen Monat vorher, im Mai 1920, hatte er den Posten des Direktors der Gakushūin-Adelsschule angenommen. Ab August 1924 war er ein Shintō-Priester im Meiji-Schrein und vom Februar 1926 bis zu seinem Tod war er Präsident der japanischen Veteranenvereinigung. Sein Grab ist auf dem Tama-Friedhof in Tokio.